# Kedjepickerell
Kedjepickerell, Esox niger, är en nordamerikansk sötvattenlevande rovfisk i familjen gäddor, som är nära släkt med den vanliga gäddan.

## Utseende
Kedjepickerellen är en gädda med släktets typiska, långsträckta kroppsform. Huvudet är långsträckt, med en lång, tandbeväpnad mun och gula ögon. Rygg och sidor är vanligtvis olivgröna till gulbruna, medan buken är gulbeige. Sitt namn har den fått av ett nät- eller kedjeliknande mönster av mörka linjer på rygg och sidor. Fenorna saknar normalt markeringar (även om spetsarna kan vara mörkare än resten av fenan). Dessutom har den ett svart, lodrätt streck under vardera ögat. Den kan bli upp till 99 cm lång och som mest väga 4,25 kg.

## Vanor
Arten är en solitär sötvattensfisk som framför allt lever i mörka, övervuxna, strömmande vatten från stora floder till små bäckar. Den kan också leva i vattenreservoarer anslutna till vattendragen. Den kan vara aktiv när som helst på dygnet, men framför allt under morgnar och kvällar, då den vanligtvis lurar på bytet bakom snår av vattenvegetation. De vuxna djuren vandrar till djupare vatten under vintern. Fisken kan bli åtminstone 9 år gammal.

### Föda
Födan hos de vuxna djuren består framför allt av fisk, men den kan också ta insekter, maskar, groddjur, ormar och smådäggdjur. Ynglen tar främst plankton, vatteninsekter och även sina egna syskon, men de övergår till en fiskdominerad diet vid en längd av ungefär 7 – 8 cm.

### Fortplantning
Kedjepickerellen leker under vinter till tidig vår. Honan lägger klibbiga strängar av ägg runt vattenväxter. Efter att hanen har befruktat äggen förlorar föräldrarna intresset för dem. Ynglen gömmer sig bland vattenväxter eller i bottengyttjan.

## Utbredning
Arten finns naturligt i flodsystemen i större delen av östra USA från New Hampshire, Vermont och sydöstra delstaten New York via Atlantkusten till Florida och vidare längs sydkusten till Louisiana. Den är även införd i Nova Scotia i Kanada, Maine, Ontario- och Eriesjöarna, större delen av delstaten New York, Minnesota, Iowa, Ohio, Indiana, West Virginia, Texas, Oklahoma, Nebraska och Colorado. Osäkra uppgifter finns även från Kentucky.

## Kommersiell användning
Kedjepickerellen är benig men anses ha gott kött, och den är en populär sportfisk som vanligen fiskas på spö, främst under den kalla årstiden (oktober till mars).